# Regne de Vientiane
El regne de Vientiane fou un dels tres petits estats que es van formar a causa del desmembrament del regne de Lan Xang el 1707. Agafava el nom de la seva ciutat principal i capital, Vientiane (Vien Chang).

## Història
Esdevingut entitat independent el 1707, el seu origen està lligat al príncep Som Phou de Lan Xang, germà del rei Surinyavongsa que havia estat exiliat pel príncep a la cort annamita de Hue. El seu fill Sai ong Hue amb el suport dels annamites es va revoltar contra la usurpació del gendre del rei Tian Thala (1694-1696), però després va haver de fer front als hereus legítims de Lan Xang, els nets del rei, Kitsarath i Intha Som, que es van establir com a sobirans independents a Luang Prabang mentre Sai ong Hue dominava Vientiane. El segon rei, Ong Long va arribar a ocupar Luang Prabang del 1754 al 1757, però no la va poder conservar i al final del seu regnat va haver de reconèixer el vassallatge envers el rei de Birmània (1765-1778). El tercer rei Ong Boum fou també vassall dels birmans, però el conflicte que va seguir després va fer passar el regne sota control feudal de Siam (1778), amb el rei Nanta Sen o Chao Nan, fill d'Ong Boum. El seu successor, Intaravong (Chao In) amb l'ajut de Siam, va ocupar Luang Prabang altre cop (1791) i la va conservar fins al 1796, morint el 1805, deixant el tron al seu germà Anurut (Chao Anu). Siam finalment va annexionar el regne el 1828 encara que la capital, a l'altre costat del riu, va quedar per Luang Prabang. El rei va morir a Bangkok el 1835.

## Reis de Vientiane
- Sai Ong Hue fill del príncep Som Phou de Lan Xang, 1700-1735
- Ong long (fill de l'anterior) 1735-1767.
- Ong Boum (fill de Sai Ong Hue), 1767-1778
  - Phraya Supho, 1778–1780 (governador siamès)
- Ong Boum (segon regnat), 1780-novembre de 1781
- Nanta Sen o Chao Nan (fill), 21 de novembre de 1781-gener de 1795
- Intaravong Setthathirath (III) o Chao In (germà), 2 de febrer de 1792-7 de febrer de 1805 (coronat el 23 de juliol de 1795)
- Anurut o Anuvong o Chao Anu (germà), 7 de febrer de 1805- 12 de novembre de 1828 (+ a Bangkok el 1835)